# Iddingsite
Iddingsite (ou iddingsita) é uma rocha microcristalina que deriva da alteração da olivina. É normalmente estudada como um mineral, e consiste numa mistura de olivina remanescente, minerais de argila, óxidos de ferro e ferrihidrites. Debates sobre a estrutura cristalina não definida da iddingsite fizeram com que fosse retirada da lista de minerais oficiais da Associação Internacional de Mineralogia (IMA) pelo que é corretamente referida como uma rocha. O nome «iddingsite» é uma homenagem a Joseph P. Iddings, um petrologista norte-americano.

## Descrição
A iddingsite forma-se a partir da meteorização de basalto na presença de água líquida foi inicialmente descrita como um fenocristal, ou seja, ocorre como uma estrutura cristalina macroscopicamente visível em grãos finos na matriz de uma rocha porfirítica. Estudos estruturais mais profundos mostraram que na realidade é um pseudomorfo que tem uma composição que está constantemente a transformar-se a partir da olivina original, passando por muitas fases de estrutural e mudança química para criar uma iddingsite totalmente alterada.
Devido à iddingsite estar em constante transformação, não tem estrutura ou composição química definida. A fórmula química da iddingsite foi aproximada como MgO * Fe2O3 * 3SiO2 * 4 H2O, onde o MgO pode ser substituído por CaO.
A ocorrência geológica da iddingsite está limitada a rochas extrusivas ou rochas subvulcânicas que são formadas pela injeção de magma perto da superfície. Está ausente de rochas profundas e é encontrada em meteoritos. Como foi encontrado em meteoritos marcianos, as suas idades foram calculadas para obter idades absolutas quando a água líquida estava na superfície ou perto da superfície de Marte.

### Formação e composição
A iddingsita é um pseudomorfo, e durante o processo de alteração os cristais de olivina sofrem alteração da sua estrutura interna ou composição química, embora a forma externa seja preservada. Ista conservação da forma não ocorre em todas as fases de alteração da olivina, porque o arranjo atómico fica distorcido e provoca a formação de uma estrutura não definida. A iddingsite tem uma composição que está constantemente a transformar-se a partir da olivina original, passando por muitas fases de mudança estrutural e química.
A iddingsite tem sido um tema investigado nos últimos anos devido à sua presença nos meteoritos marcianos. A formação de iddingsite requer água líquida, dando aos cientistas uma estimativa de quando existiu água líquida em Marte. A datação por árgon-potássio das amostras de meteoritos mostrou que Marte tinha água na sua superfície entre 1300 Ma e 650 Ma atrás.
A iddingsite é uma rocha que não tem uma composição química definida, pelo que não se podem calcular composições exactas. Uma composição aproximada para um hipotético produto final da iddingsite foi calculada como sendo SiO2 = 16%, Al2O3 = 8%, Fe2O3 = 62% e H2O = 14%. Ao longo do processo de alteração da olivina, verifica-se uma diminuição do teor de SiO2, FeO e MgO e um aumento em Al2O3 e H2O. O processo químico associado à alteração consiste na adição de Fe2O3 e remoção de MgO.
A fórmula química da iddingsite é aproximada como MgO * Fe2O3 * 4 H2O onde MgO pode ser substituído por CaO à razão de 1:4. Existem também alguns constituintes vestigiais de Na2O e K2O que entram na iddingsite à medida que o processo de alteração progride.

### Estrutura
A estrutura da iddingsite é difícil de caraterizar devido à complexidade das possíveis alterações que podem ocorrer a partir da olivina. A iddingsite tem a tendência para ser opticamente homogénea, o que indica que existe algum controlo estrutural. Os rearranjos estruturais são controlados por sequências hexagonais de camadas de oxigénio aproximadamente compactadas. Estas camadas de oxigénio são perpendiculares ao eixo x de uma célula de olivina. Uma das direcções de empacotamento fechado é paralela ao eixo z de uma célula de olivina. Estas disposições dos iões na olivina controlam a orientação estrutural dos produtos de alteração.
Os padrões de difração de raios X revelaram que existem cinco tipos estruturais de iddingsite que podem ocorrer durante diferentes fases de alteração. São eles: estruturas do tipo olivina, estruturas do tipo goethite, estruturas do tipo hematite, estruturas do tipo espinélio e estruturas do tipo silicato.
A olivina tem uma estrutura ortorrômbica com um grupo espacial de Pbnm. Estruturas semelhantes à olivina representam o estágio em que a olivina se decompõe por mudanças químicas introduzidas por alterações. Essas estruturas têm as dimensões celulares: a = 4,8; b = 10,3; e c = 6,0 Å, um grupo espacial Pbnm e um espaçamento d = 2,779 Å. Os eixos da olivina estão orientados da seguinte forma: a é paralelo ao eixo X, b é paralelo ao eixo Y e c é paralelo ao eixo Z. Os padrões de difração de raios X obtidos a partir da iddingsite variam de um verdadeiro padrão de olivina para padrões que são manchas muito difusas. Esta é uma indicação de uma estrutura distorcida causada pela substituição atómica criando um arranjo atómico distorcido.
As estruturas semelhantes à goethite são comuns porque a goethite está no mesmo grupo espacial que a olivina. Isso permite que a goethite cresça dentro da olivina, tornando os planos compactados comuns para ambas as estruturas. Estruturas semelhantes à goethite têm dimensões celulares: a =4,6; b = 10,0; e c = 3,0 Å. Os pontos de difração causados pela goethite são difusos, mesmo que o material esteja bem orientado. Essas estruturas são alinhadas paralelamente à olivina original com o eixo a (goethite) paralelo ao eixo a (olivina), eixo b (goethite) paralelo ao eixo b (olivina) e eixo c (goethite) paralelo ao eixo c (olivina). A orientação preferida da olivina e da goethite é quando as suas estruturas são paralelas ao eixo z.
Estruturas semelhantes à hematite ocorrem de forma semelhante à goethite. A hematite tem um sistema de cristalização triangular e experimenta geminação por ter uma estrutura de oxigénio aproximadamente hexagonal e uma orientação estrutural semelhante à olivina. Quando ocorre a geminação, a orientação da iddingsite semelhante à hematita é a seguinte: o eixo a da olivina é paralelo ao eixo c da hematite, o eixo b da olivina é paralelo ao plano +/- [010] da hematite e o eixo c da olivina é paralelo ao plano +/- [210] da hematite. Esta estrutura da hematite é muito bem orientada e ocorre devido à alta estabilidade da estrutura aniónica e porque os catiões podem ser feitos migrar ao longo da estrutura.
As estruturas de espinélio consistem em múltiplas estruturas de óxido que são cúbicas e têm empacotamento cúbico próximo. As estruturas de espinélio têm uma orientação geminada e são controladas por folhas compactadas. Esta orientação geminada pode ser descrita como: o eixo a da olivina é paralelo à face (111) do espinélio. O eixo b da olivina é paralelo a +/- (112) e o eixo c da olivina é paralelo a +/- (110) face do espinélio. Estas alterações tendem a ser raras na iddingsite, mas quando estão presentes mostram um ponto de difração nítido que as torna facilmente identificáveis.
As estruturas dos silicatos são as mais variáveis entre todas as estruturas discutidas. Uma estrutura de silicato comum consiste num conjunto hexagonal de cilindros cujo comprimento é paralelo ao eixo x da olivina e o lado da célula hexagonal é paralelo ao eixo z da olivina. Os efeitos de difração causados por esta estrutura podem ser atribuídos à formação de estruturas de silicato de folha que têm um empilhamento muito desordenado de camadas.

### Propriedades físicas
A iddingsita é um pseudomorfo que geralmente tem cristais rodeados por uma zona fina de material criptocristalino castanho-amarelado ou esverdeado. A cor da iddingsita varia de castanho-avermelhado a castanho-alaranjado a vermelho-rubi profundo a vermelho-alaranjado. A cor da iddingsita em luz polarizada plana é a mesma até atingir as fases posteriores de alteração, quando se torna uma cor mais escura devido ao efeito de reforço do pleocroísmo. Um aumento no índice de refração beta, que normalmente é de 1,9, pode ser observado na maioria dos tipos de iddingsite, à medida que o processo de alteração prossegue. A iddingsite também apresenta um aumento da birrefringência e da dispersão à medida que o processo de alteração avança.
Algumas amostras que completaram as suas alterações têm clivagem diversa, o que faz com que não seja uma ferramenta de diagnóstico muito boa. A maioria das amostras não tem qualquer clivagem. Secções finas de uma ocorrência perto de Lismore, New South Wales, Austrália, têm um hábito lamelar com uma clivagem bem desenvolvida e duas clivagens subsidiárias em ângulos rectos entre si. Tem um alfa de 1,7 a 1,68 e um gama de 1,71 a 1,72 e uma birrefringência de 0,04.
Em média, a iddingsite tem uma densidade de aproximadamente 2,65 g/cm3 e uma dureza de 3 (calcite). A variabilidade nestes valores é esperada devido às diferenças na estrutura cristalina que podem ocorrer em diferentes fases do processo de alteração.

## Ocorrência
A ocorrência geológica da iddingsite é limitada a rochas extrusivas ou hipabissais, e está ausente de rochas profundas. A iddingsite é um mineral epimagmático derivado durante o arrefecimento final da lava em que a formação ocorre a partir de uma reação entre gases, água e olivina. A formação de iddingsite não depende da composição original da olivina. No entanto, depende das condições de oxidação e de hidratação e o magma a partir do qual a iddingsite se forma deve ser rico em vapor de água.
A alteração da olivina para iddingsite ocorre num ambiente altamente oxidante, a baixa pressão e a temperaturas intermédias. A temperatura necessária para o processo de alteração tem de estar acima das temperaturas que poderiam causar a solidificação da olivina, mas abaixo das temperaturas que causariam a reorganização estrutural daquele mineral.